# Jim Schapperoew
Jim Schapperoew (* 21. September 1949 in New London, Connecticut) ist ein amerikanischer Jazzmusiker (Schlagzeug, Komposition).

## Leben und Wirken
Schapperoew begann mit 14 Jahren, Schlagzeug zu lernen. Er trat bald mit der Band seines Onkels auf, spielte aber auch in der Marching Band und dem Tanzorchester seiner Highschool und trat mit einer Vielzahl von unterschiedlichen Bands auf. Nach seinem Highschool-Abschluss 1967 besuchte er die Berklee School of Music, wo er im Hauptfach Arrangement und Komposition studierte. Nach zwei Semestern wechselte er an das New England Conservatory of Music, wo er sich auf das Schlagzeug konzentrierte.
1971 lernte er dort Chris Hinze kennen, mit dessen Band er auf dem Montreux Jazz Festival 1971 und 1972/73 in den Niederlanden, Deutschland, Frankreich, Belgien und der Schweiz auftrat. Weiterhin spielte er dort mit Charlie Mariano. Dann kehrte er in die Gegend von Boston zurück. 1974 lernte er den Pianisten Charles Farrell kennen und begann, mit dessen Trio zu arbeiten. Mit Farrell wirkte er in den unterschiedlichsten Konstellationen zusammen, in der Popmusik ebenso wie mit Frank Strozier oder mit Innovatoren wie Ornette Coleman und Evan Parker. Er arbeitete aber auch mit Alan Braufman (Live in New York City, February 8, 1975).
In den frühen 1980er Jahren zog Schapperoew mit seiner Familie nach New York City, wo er mit Strozier, etwa mit Tommy Flanagan oder Roland Hanna in unterschiedlichen Gruppen arbeitete und 1984 auch Auftritte in London und Dublin hatte, wie das Doppel-Album Soliloquy dokumentiert.
1985 zog Schapperoew nach New Haven, wo sein Album Uranian Rhythm (Kerralee Records) entstand, das ausschließlich Eigenkompositionen enthält. Im Dezember 2015 zog er nach Clearwater, Florida.